# Proyecto de Derechos Civiles de Texas
El Texas Civil Rights Project (TCRP), también conocida como Oficina Legal del Pueblo Unido, Inc. es una organización sin fines de lucro que promueve la justicia racial, social, económica a través de la educación y el litigio. TCRP se esfuerza por fomentar la igualdad, garantizar la justicia, garantizar la diversidad, y fortalecer las comunidades. Desde su inicio, el Proyecto de Derechos Civiles de Texas (TCRP) ha logrado éxitos importantes en áreas tales como derechos de los discapacitados, el título IX de la enseñanza secundaria, el derecho al voto de las minorías, la privacidad, los derechos de los trabajadores agrícolas, las libertades civiles tradicionales (tales como la libertad de expresión, de reunión, de prensa y de seguridad), y se opone a la discriminación sexual, los prejuicios laborales y la discriminación rn la impartición de justicia.
Los servicios de TCRP incluyen la representación legal, educación comunitaria, campañas de sensibilización pública, la educación y la defensa de los intereses de aquellos que históricamente han sido desatendidos o excluidos del sistema de justicia debido a su situación socioeconómica, origen étnico, raza, situación migratoria, o la falta de acceso a abogados de derechos civiles.
El programa y los servicios prestados por la TCRP son los derechos de la discapacidad, la justicia económica, escuelas seguras, ayuda para mujeres víctimas de la violencia (VAWA).

## Misión
El Proyecto de Derechos Civiles de Texas (TCRP) promueve la justicia racial, social, económica por educación y litigio. TCRP se esfuerza por fomentar la igualdad, garantizar la justicia, garantizar la diversidad, y fortalecer el esfuerzo de comunidades pobres a organizarse. TCRP fue fundada en 1990 como parte de la Oficina Legal del Pueblo Unido. Tiene oficinas en Austin, San Juan (en el Valle del Río Grande), El Paso, Odessa, y Houston.
Desde su comienzo, TCRP ha logrado avances importantes en garantizar la justicia en Texas. TCRP utiliza la educación y el litigio para hacer cambios en varias zonas tales como lograr el derecho al voto, pelear contra la brutalidad y mala conducta policíaca y contra la discriminación sexual, los derechos de gente discapacitada, y las libertades civiles tradicionales (por ejemplo, la libertad de expresión). TCRP también realiza un programa para proteger personas bajo de la Ley de Violencia Contra las Mujeres (VAWA).

### Proyectos actuales
TCRP maneja varios proyectos especiales que comprenden varias cuestiones de derechos humanos, incluyendo:

### (1) Disability Rights (Derechos de Personas con Discapacidades)
TCRP ha sido un líder en avanzar en los derechos garantizados por la Ley de Estadounidenses con Discapacidades (Americans with Disabilities Act), en gran medida la mejora del acceso a instalaciones públicas y privadas; y en varios programas, así como cuestiones de justicia penal. Por ejemplo, TCRP ha utilizado la ADA para solucionar los problemas de suicidios en las cárceles y prisiones del condado, el aml manejo de la policía de la salud mental, llamadas, medicamentos contra el VIH en las cárceles del condado, y establecer un programa especial para la libertad vigilada con discapacidad mental que reduce dramáticamente la tasa de reincidencia.

### (2) Justicia Económica Rural
TCRP ayuda a trabajadores agrícolas y otros trabajadores de bajos ingresos en rectificar la injusticia en el lugar de trabajo y mejorar las condiciones de trabajo. Sus esfuerzos se han ocupado de los créditos laborales, el acoso sexual de empleados por parte de los directivos y gerentes de proyectos de vivienda, el campo de saneamiento, y la protección del derecho a organizarse para mejorar las condiciones laborales y de vida en las colonias.

### (3) La violencia doméstica contra las mujeres inmigrantes
TCRP opera en un respetado e innovador programa tipo circuito ciclista para ayudar a los inmigrantes víctimas de violencia doméstica. Con arreglo a la Ley de Violencia Contra las Mujeres (VAWA), que reúnen las inmigrantes víctimas de violencia doméstica tienen derecho a solicitar el estatuto de residente legal y autorización de trabajo, que les dan la capacidad de buscar un empleo, ser autosuficientes y mantenerse a sí mismas y a sus hijos con independencia de sus abusivos ciudadano de los EUA o residente legal de los cónyuges. El Acta de Violencia Contra las Mujeres (VAWA) fue pasada por el congreso de los estados unidos en 1994 para ofrecer un remedio a sobrevivientes inmigrantes de la violencia doméstica. Es una ley que permite que un sobreviviente haga una "solicitud propia" para aplicar por beneficios de inmigración. Esto significa que un sobreviviente no tiene que depender de su esposo/a abusivo/a para solicitar beneficios de inmigración.

### (4) Cumplimiento con Título IX en la Escuela Secundaria
Para garantizar que las niñas y mujeres jóvenes en las escuelas de Texas reciban la igualdad de trato y de oportunidades, TCRP aplicado una amplia labor educativa y litigios en las comunidades rurales en relación con el acoso sexual de estudiantes por pares y comparables prestaciones deportivas y educativas en las escuelas de Texas. También hemos publicado un "¿Cómo abordar el acoso sexual" manual en Español e inglés, y también publicó un manual para la práctica de deportes similares oportunidades.

### (5) La Discriminación Racial
A través de nuestra "en virtud de la Ley de Equidad" campaña, tomó TCRP de la causa de los afroamericanos y los hispanos sometidos a discriminación en los bancos, restaurantes, moteles y demás lugares de alojamiento público.

### (6) Sistema de Justicia Penal
TCRP ha prestado asistencia a las víctimas de la mala conducta de la policía en cada rincón del estado de Texas, teniendo en casos de fuerza excesiva, detención falsa, y allanamientos de viviendas.

### (7) La protección de la libertad de expresión
TCRP largo ha sido un fuerte protector de la gente de la Primera Enmienda de derechos. Para ejemplo, a raíz de las protestas en todo el estado de los derechos de los inmigrantes, ha tomado TCRP sobre la causa de los participantes que fueron sometidos a una fuerza excesiva, el abuso y la falsa detención. TCRP también con éxito la mediación reciclaje profesional de todos los agentes de policía de El Paso en la Primera Enmienda de derechos y el uso de la fuerza adecuada, como parte de la solución de un caso en el que la policía asaltado los estudiantes la realización de una manifestación pacífica en la escuela secundaria.
TCRP espera que a través de su amplia labor, los tejanos de bajos ingresos tienen un lugar a su vez, cuando sus derechos humanos fundamentales han sido violados.